# Ral·li dos Sertões
El Ral·li dos Sertões (en portuguès, Rally dos Sertões) és una prova de ral·li raid que es disputa anualment al Brasil des del 1993. L'esdeveniment deu el seu nom a una obra literària de João Guimarães.
La primera edició discorregué entre les ciutats de Campos do Jordão i Rio Grande do Norte, amb un recorregut de 3.500 km en el qual hi prengueren part 34 pilots en una única categoria de motocicletes. El 1995, la prova fou reconeguda per la Federació Internacional de Motociclisme i alhora hi debutaren en competició els vehicles 4x4, cosa que va permetre que l'any següent, 1996, el Ral·li dos Sertoes adquirís certa notorietat a escala internacional. El 2008, passà a formar part de la Copa del Món de Ral·lis Raid de la FIA (per a cotxes i camions).

## Llista de guanyadors
Font:
A 31 de desembre de 2024
| Edició | Any  | Motocicleta                    | Automòbil                           |
| ------ | ---- | ------------------------------ | ----------------------------------- |
| I      | 1993 | Gilmar dos Anjos               | -                                   |
| II     | 1994 | Joaquim G. Rodrigues Juca Bala | -                                   |
| III    | 1995 | Jean Azevedo                   | Wedigo Von Borries Suen Von Borries |
| IV     | 1996 | Joaquim G. Rodrigues Juca Bala | Cacá Clauset Norton Lopes           |
| V      | 1997 | Juliano Sacioto                | Klever Kolberg André Azevedo        |
| VI     | 1998 | H. Kinigadner                  | Klever Kolberg André Azevedo        |

| Edició | Any  | Motocicleta            | Automòbil                             | Camions                                 |
| ------ | ---- | ---------------------- | ------------------------------------- | --------------------------------------- |
| VII    | 1999 | José Hélio G. R. Fillo | Riamburgo Ximenes Paulo Roberto Salle | Hélio M. Cangueiro João A. Amaral Henri |
| VIII   | 2000 | Jean Azevedo           | Reinaldo Varela Alberto Fadigatti     | André Azevedo Hélio Cangueiro           |
| IX     | 2001 | Tiago Laurito Fantozzi | Édio Fuchter Milton Pereira           | Alfredo Yan de Andrade João Guilherme   |
| X      | 2002 | Jean Azevedo           | Édio Fuchter Milton Pereira           | André Azevedo Robson Pereira            |
| XI     | 2003 | José Hélio G. R. Fillo | Guilherme Spinelli Marcelo Vivolo     | Carlos Salvini Guido Salvini            |
| XII    | 2004 | Jean Azevedo           | Guilherme Spinelli Marcelo Vivolo     | André Azevedo Robson P. de Oliveira     |

| Edició | Any  | Motocicleta       | Automòbil                               | Quad                       | Camions                                               | UTVs                                               |
| ------ | ---- | ----------------- | --------------------------------------- | -------------------------- | ----------------------------------------------------- | -------------------------------------------------- |
| XIII   | 2005 | Jean Azevedo      | Edú Piano Rogério Almeida               | Robert Naji Nahas          | Amable Barrasa José Papacena Neto                     | -                                                  |
| XIV    | 2006 | Cyril Despres     | João A. Franciosi Rafael Capoani        | Carlo Collet               | Amable Barrasa José Papacena Neto Domenico Montalbano | -                                                  |
| XV     | 2007 | José Hélio        | Mauricio Neves Clécio Maestreli         | Mauricio Costa Ramos Índio | Edu Paino Solon Mendes Davi Fonseca                   | -                                                  |
| XVI    | 2008 | José Hélio        | Giniel de Villiers · Dirk Von Zitzewitz | Robert Naji Nahas          | Edú Piano Solon Mendes Davi Fonseca                   | -                                                  |
| XVII   | 2009 | José Hélio        | Carlos Sainz · Lucas Cruz               | Cristiano Sousa            | Edú Piano Solon M. Davi Fonseca                       | -                                                  |
| XVIII  | 2010 | Marc Coma         | Guilherme Spinelli Youssef Haddad       | Rafał Sonik                | Marcos Cassol Rodrigo Mello Davi Fonseca              | -                                                  |
| XIX    | 2011 | Cyril Despres     | Guilherme Spinelli Youssef Haddad       | Tom Rosa                   | Edú Piano Solon Mendes Davi Fonseca                   | Guido Salvini Netto Flavio Bisi Fernando Chwaigert |
| XX     | 2012 | Felipe Zanol      | S. Peterhansel · J.P. Cottret           | Marcelo Medeiros           | Carlos Policarpo Romulo Seccomandi Davi Fonseca       | Guido Salvini Netto Flavio Bisi Fernando Chwaigert |
| XXI    | 2013 | Paulo Gonçalves   | S. Peterhansel · J.P. Cottret           | Robert Naji Nahas          | Edú Piano Solon Mendes Antonio Carlos de Sales        |                                                    |
| XXII   | 2014 | Marc Coma         | Guilherme Spinelli Youssef Haddad       | Robert Naji Nahas          | Edú Piano Solon Mendes Antonio Carlos de Sales        |                                                    |
| XXIII  | 2015 | Jean Azevedo      | Reinaldo Varela Gustavo Gugelmin        | Marcelo Medeiros           | Bruno Sperancini Lourival Roldan                      |                                                    |
| XXIV   | 2016 | Gregorio Caselani | Cristian Baumgart Beco Andreotti        | Edgley Sobrinho            |                                                       |                                                    |
| XXV    | 2017 | Jean Azevedo      | Cristian Baumgart Beco Andreotti        | Diogo Zonato               |                                                       |                                                    |
| XXVI   | 2018 | Tunico Maciel     | Cristian Baumgart Beco Andreotti        | Wescley Dutra              |                                                       |                                                    |
| XXVII  | 2019 | Tunico Maciel     | Lucas Moraes Kaique Bentivoglio         | Marcelo Medeiros           |                                                       | Denisio Nascimento Idali Bosse                     |
| XXVIII | 2020 | Ricardo Martins   | Marcos Baumgart Kleber Cincea           |                            |                                                       |                                                    |
| XXIX   | 2021 | Adrien Metge      | Cristian Baumgart Beco Andreotti        | Manuel Andújar             |                                                       | Denísio Casarini Ivo Meyer                         |
| XXX    | 2022 | Bissinho Zavatti  | Lucas Moraes Kaíque Bentivoglio         |                            |                                                       | Rodrigo Varela Matheus Mazzei                      |
| XXXI   | 2023 | Mason Klein       | Marcelo Gastaldi Cadu Sachs             |                            |                                                       | Deni do Nascimento Gunnar Dums                     |
| XXXII  | 2024 | Adrien Metge      | Lucas Moraes Kaíque Bentivoglio         | Marcelo Medeiros           |                                                       | Deni do Nascimento Gunnar Dums                     |